# Ted Levine
Ted Levine, pseudonimo di Frank Theodore Levine (Bellaire, 29 maggio 1957), è un attore statunitense.

## Biografia
Ted Levine è nato a Bellaire, figlio di Charlotte Virginia (Clark) e Milton Dmitri Levine, entrambi medici e membri dei Physicians for Social Responsibility (PSR). Il padre di Levine era di origini ebraiche russe, mentre sua madre aveva un'ascendenza gallese. Cresce a Oak Park e nel 1975 si iscrive al Marlboro College. 
Raggiunge la celebrità nel 1991, impersonando il serial killer Buffalo Bill nel film Il silenzio degli innocenti e, successivamente, il capitano Leland Stottlemeyer nel telefilm Detective Monk. Dopo Il silenzio degli innocenti, per un periodo gli furono proposti personaggi di malvagio, che Levine rifiutò in favore di altri tipi di ruoli, tra cui il membro dell'unità speciale in Heat - La sfida (1995), l'astronauta Alan Shepard nella miniserie della HBO From the Earth to the Moon, il sergente di polizia Tanner in Fast and Furious (2001).
Nel 2001 presta la voce al sociopatico camionista Rusty Nail nel film Radio Killer, quindi interpreta il detective Sam Nico nel film Wonderland (2003), incentrato sugli orribili omicidi nell'omonimo distretto di Los Angeles. Dal 2002 al 2009 impersona il capitano Leland Stottlemeyer nel popolare telefilm Monk, in onda su USA Network. Tra i successivi lavori dell'attore, da ricordare i film L'assassinio di Jesse James per mano del codardo Robert Ford (2007), con Brad Pitt e Casey Affleck, e Shutter Island (2010) di Martin Scorsese. Nel febbraio 2017 è scritturato per il film Jurassic World - Il regno distrutto, nel ruolo del cacciatore Ken Wheatley, mentre nel 2019 partecipa alla serie televisiva On Becoming a God.

## Vita privata
Dal suo matrimonio con Kim Phillips sono nati due figli.

## Filmografia

### Cinema
- Ironweed, regia di Héctor Babenco (1987)
- Betrayed - Tradita (Betrayed), regia di Costa-Gavras (1988)
- Vendetta trasversale (Next of Kin), regia di John Irvin (1989)
- Un amore passeggero (Love at Large), regia di Alan Rudolph (1990)
- Il silenzio degli innocenti (The Silence of the Lambs), regia di Jonathan Demme (1991)
- Accerchiato (Nowhere to Run), regia di Robert Harmon (1993)
- Georgia, regia di Ulu Grosbard (1995)
- The Mangler - La macchina infernale (The Mangler), regia di Tobe Hooper (1995)
- Heat - La sfida (Heat), regia di Michael Mann (1995)
- Bullet, regia di Julien Temple (1996)
- Mad City - Assalto alla notizia (Mad City), regia di Costa-Gavras (1997)
- Linea di sangue (Switchback), regia di Jeb Stuart (1997)
- Flubber - Un professore fra le nuvole (Flubber), regia di Les Mayfield (1997)
- Wild Wild West, regia di Barry Sonnenfeld (1999)
- Evolution, regia di Ivan Reitman (2001)
- Fast and Furious (The Fast and the Furious), regia di Rob Cohen (2001)
- Radio Killer (Joy Ride), regia di John Dahl (2001) – voce, non accreditato
- Alì, regia di Michael Mann (2001)
- The Truth About Charlie, regia di Jonathan Demme (2002)
- Wonderland, regia di James Cox (2003)
- Birth - Io sono Sean (Birth), regia di Jonathan Glazer (2004)
- The Manchurian Candidate, regia di Jonathan Demme (2004)
- Memorie di una Geisha (Memoirs of a Geisha), regia di Rob Marshall (2005)
- Le colline hanno gli occhi (The Hills Have Eyes), regia di Alexandre Aja (2006)
- L'assassinio di Jesse James per mano del codardo Robert Ford (The Assassination of Jesse James by the Coward Robert Ford), regia di Andrew Dominik (2007)
- American Gangster, regia di Ridley Scott (2007)
- Shutter Island, regia di Martin Scorsese (2010)
- A Single Shot, regia di David M. Rosenthal (2013)
- Banshee Chapter - I files segreti della CIA (Banshee Chapter), regia di Blair Erickson (2013)
- Big Game - Caccia al Presidente (Big Game), regia di Jalmari Helander (2014)
- The Gambling - Gioco pericoloso (Gutshot Straight), regia di Justin Steele (2014)
- Bleed - Più forte del destino (Bleed for This), regia di Ben Younger (2016)
- Jurassic World - Il regno distrutto (Jurassic World: Fallen Kingdom), regia di Juan Antonio Bayona (2018)
- The Report, regia di Scott Z. Burns (2019)

### Televisione
- Crime Story – serie TV, 19 episodi (1986-1988)
- Death Train, regia di David Jackson – film TV (1993)
- Moby Dick, regia di Franc Roddam – miniserie TV (1998)
- Dalla Terra alla Luna (From the Earth to the Moon) – miniserie TV, 2 episodi (1998)
- Detective Monk (Monk) – serie TV, 125 episodi (2002-2009)
- Luck – serie TV, 5 episodi (2012)
- The Bridge – serie TV, 26 episodi (2013-2014)
- Ray Donovan – serie TV, 4 episodi (2016)
- L'alienista (The Alienist) – serie TV, 15 episodi (2018-2020)
- On Becoming a God (On Becoming a God in Central Florida) – serie TV, 10 episodi (2019)
- Big Sky – serie TV, 7 episodi (2021)
- Le piccole cose della vita (Tiny Beautiful Things) – miniserie TV, puntate 7-8 (2023)
- Mr. Monk's Last Case: A Monk Movie, regia di Randall Zisk – film TV (2023)

## Doppiatori italiani
Nelle versioni in italiano delle opere in cui ha recitato, Ted Levine è stato doppiato da:
- Alessandro Rossi in The Mangler - La macchina infernale, Vampiro a Brooklyn, Bullet, Memorie di una Geisha, Evolution
- Ennio Coltorti in Detective Monk[3], American Gangster, Radio Killer
- Angelo Nicotra in The Truth About Charlie, Fast and Furious, A Single Shot
- Diego Reggente in Death Train, L'assassinio di Jesse James per mano del codardo Robert Ford
- Nino Prester in Birth - Io sono Sean, Big Game - Caccia al presidente, Bleed - Più forte del destino
- Massimo Corvo in Mad City - Assalto alla notizia, Jurassic World - Il regno distrutto
- Dario Penne in Wild Wild West, Le colline hanno gli occhi
- Gino La Monica in L'alienista, Big Sky
- Massimo Lodolo in Betrayed - Tradita
- Toni Orlandi in L'ultimo fuorilegge
- Paolo Maria Scalondro ne Il silenzio degli innocenti
- Francesco Pannofino in Georgia
- Mario Bombardieri in The Manchurian Candidate
- Michele Kalamera in Wonderland
- Claudio Fattoretto in Vendetta trasversale, Accerchiato
- Mauro Magliozzi in Dalla Terra alla Luna
- Luciano De Ambrosis in Heat - La sfida
- Wladimiro Grana in Flubber - Un professore tra le nuvole
- Mauro Bosco in Linea di sangue
- Daniele Valenti in Luck
- Angelo Maggi in Shutter Island
- Luca Biagini in Moby Dick
- Fabrizio Temperini in Ellen Foster
- Gerolamo Alchieri in The Bridge
- Antonio Palumbo in The Gambling - Gioco pericoloso
- Paolo Buglioni in The Report
- Stefano De Sando in Ray Donovan
- Massimiliano Lotti in Le piccole cose della vita
- Dario Oppido in Mr. Monk's Last Case: A Monk Movie
- Edoardo Stoppacciaro in Crime Story - Le strade della violenza (ridoppiaggio)